# Hűtlenek (film)
A Hűtlenek (eredeti cím: Trolösa) 2000-ben bemutatott svéd filmdráma, amelyet Liv Ullmann rendezett. Az önéletrajzi ihletésű forgatókönyvet Ingmar Bergman készítette. A produkció főbb szerepeiben Lena Endre, Erland Josephson és Krister Henriksson. A 2000-es cannes-i filmfesztiválon mutatták be először 2000. május 13-án, ahol jelölték az Arany Pálmára. Svédországban 2000. szeptember 15-től vetítették a mozikban. A magyar közönség DVD-n tekinthette meg először 2004. április 29-től.
A produkciót két kategóriában jelölték Európai Filmdíjra a 13. Európai Filmdíjgálán.

## Cselekmény
Bergman, egy idős rendező, képzeletben interjút készít következő filmjének főszereplőjével, Marianne-nal. Marianne boldog házasságban élt Markusszal, a karmesterrel, és született egy kislányuk, Isabelle. A nő legjobb barátja David, aki egy filmprojekthez keres támogatást. Amikor Markus távol van, David megkörnyékezi Marianne-t, és rá akarja venni, hogy feküdjön le vele. Marianne bizonygatja, hogy inkább testvérként tekint Davidre, de végül beleegyezik, hogy hálóruhában és szexuális kapcsolat nélkül aludjanak egy ágyban. 
Egy közeledő párizsi út azonban megváltoztatja az életüket, mikor mindketten a városba utaznak. David és Marianne viszonyt kezdenek, amit a városból visszatérve is folytatnak. Markus pletykákat hall a házasságtörésről, ezért utánajár a dolognak, és leleplezi őket. Mikor válást kezdeményez, Isabelle felügyeleti jogán bíróságra mennek. Marianne ügyvédje nem lát nagy esélyt rá, hogy a nőnek ítélik a kislányt. David és Marianne összeköltöznek, és házasságot terveznek, Marianne pedig várandós lesz. 
Mikor Isabelle felügyeleti joga így nagyobb eséllyel kerül az anyjához, Markus végül egy találkozóra hívja Marianne-t. David tiltakozása ellenére Marianne beleegyezik, hogy elmenjen, azonban Markus megzsarolja őt, hogy a felügyeleti jogért cserébe szexet kér. Mikor Marianne bevallja ezt Davidnek, David elhagyja a nőt. Marianne abortuszt hajt végre, és később megtudja, hogy David öngyilkos lett, és ő sem volt annyira hűséges. Bergman elbúcsúzik Marianne-tól, de a nő szerint még fognak találkozni.

## Szereplők
| Szerep   | Színész            | Magyar hangja     |
| -------- | ------------------ | ----------------- |
| Marianne | Lena Endre         | Kovács Nóra       |
| Bergman  | Erland Josephson   | Pathó István      |
| David    | Krister Henriksson | Tomanek Gábor     |
| Markus   | Thomas Hanzon      | Haás Vander Péter |

## Fogadtatás

### Kritikai visszhang
A film nagyon jó visszajelzést kapott a filmkritikusoktól. A Rotten Tomatoeson 86%-os minősítést ért el 71 értékelés alapján, az összefoglaló szerint: „A házasságtörésnek ez a merengő, kimért külleme végül érzelmileg lebilincselő köszönhetően a forgatókönyvnek és az alakításoknak.” Joe Morgenstern a Wall Street Journaltól azt írta: „Annál is inkább megható, hogy fél élet után Ingmar Bergman és Liv Ullmann még mindig a film nyilvános, de intenzíven személyes médiumán keresztül keresik a megvilágosodást és a kiengesztelődést.” Desson Thomson a Washington Posttól azt írta: „Úgy tűnik, az idő eljárt felette, de Bergmanban még van élet - még akkor is, ha megtapasztalni és értékelni egy érzelmi megpróbáltatás.” Roger Ebert azt írta a filmről: „Ullmann-nak biztos érzéke van ahhoz, hogyan viselkednek az emberek érzelmi szélsőségekben.”
A MetaCritic 79 pontot adott a 100-ból 26 vélemény alapján. Michael Wilmington a Chicago Tribune-től azt írta: „A 82 éves Ingmar Bergman saját életének egyik legfájdalmasabb, legszégyenteljesebb epizódját veszi elő, és Liv Ullmann rendezőnő számára írva varázslatos, zseniális művészetté alakítja át.” Owen Gleiberman az Entertainment Weeklytől azt írta: „Egy csipkelődő látomású hazai tragédia.” Kevin Thomas a Los Angeles Timestól azt írta: „Összetett, kihívásokkal teli és gazdagon kifizetődő, a Bergman-klasszikusok védjegyének számító, megrázóan önzetlen ábrázolásmóddal tündököl.”

### Bevételi adatok
A Box Office Mojo szerint a film 918 ezer dollár bevételt ért el, a költségvetésről nincs adat.

## Fontosabb díjak és jelölések
| Esemény                        | Díj             | Kategória                              | Eredmény |
| ------------------------------ | --------------- | -------------------------------------- | -------- |
| 2000-es cannes-i filmfesztivál | Arany Pálma     | Arany Pálma                            | Jelölve  |
| 2000-es Európai Filmdíjak      | Európai Filmdíj | Legjobb európai film                   | Jelölve  |
| 2000-es Európai Filmdíjak      | Európai Filmdíj | Legjobb európai színésznő – Lena Endre | Jelölve  |